# Chevra Kadisha

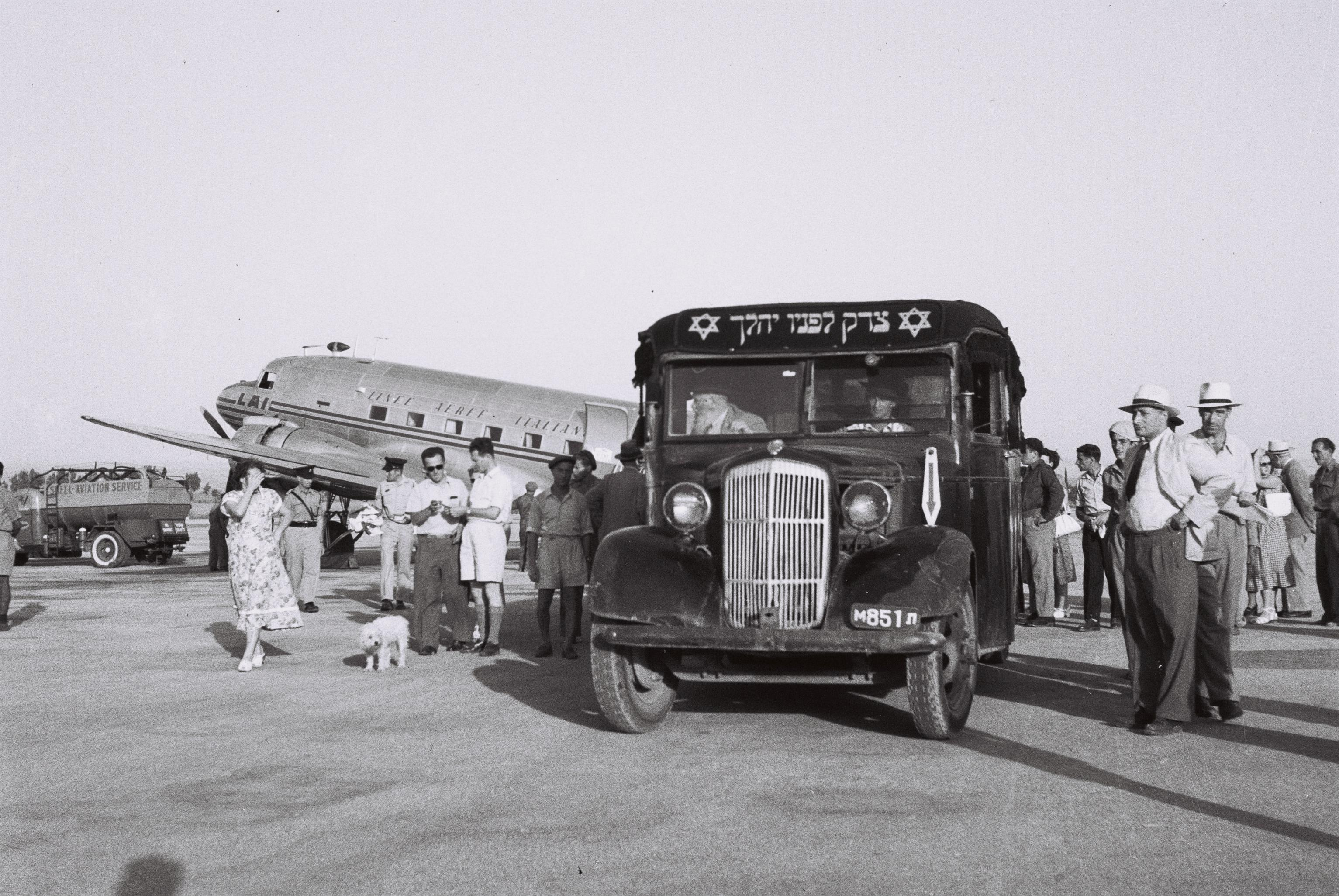
Un veicolo di una Chevra Kadisha che trasporta le ceneri di vittime dell'Olocausto per la sepoltura a Gerusalemme, 22 giugno 1949.

Chevra kadisha (Khevra kadishah) (aramaico: חברא קדישא, Ḥebh'ra Qaddisha  "società santa") è un'organizzazione ebraica di uomini e donne che si prendono cura della preparazione e sepoltura di salme ebree secondo la propria tradizione, proteggendone il corpo da una qualsiasi dissacrazione, volontaria o meno, fino all'interramento. Due dei principali requisiti funebri sono la dimostrazione di rispetto appropriato per la salma e il rituale di purificazione del corpo e vestizione per l'inumazione.  Tale organizzazione è usualmente nota in inglese come "burial society" e in italiano come "società di sepoltura".

## Descrizione
Il compito della Chevra kadisha è considerato lodevole e non viene quindi retribuito in quanto prendersi cura del morto è un favore che il destinatario non può restituire, il che rende l'operato privo di secondi fini. Tale lavoro è quindi definito come chesed shel emet (una buona azione vera), parafrasato dalla Genesi 47:29 (dove Giacobbe chiede a suo figlio Giuseppe, "usa con me bontà e fedeltà: non seppellirmi in Egitto!" e Giuseppe promette a suo padre di seppellirlo nella Terra di Israele).
Al centro delle funzioni della società sta il rito della tahara o purificazione. In primo luogo il corpo è accuratamente pulito da sporcizia, da fluidi e solidi, e quant'altro possa trovarsi sulla pelle; quindi viene ritualmente purificato mediante immersione dalla testa in giù, in tutto il corpo, anche sotto un flusso di acqua corrente. Tahara può riferirsi sia all'intero processo sia alla purificazione rituale. Una volta che il corpo è purificato la salma viene vestita in tachrichim (sudari) bianchi in puro cotone, composti da dieci pezzi per gli uomini e dodici per le donne, che sono identici per qualsiasi ebreo e richiamano simbolicamente i capi indossati dal Kohen Gadol (Sommo Sacerdote). Gli uomini possono anche essere vestiti con il kittel. Una volta che la salma è vestita il feretro viene chiuso. Tuttavia, quando si è sepolti in Israele, non viene usata la bara.
La società provvede anche a fare attendere i shomrim, o "sorveglianti", per proteggere il corpo da furti, roditori o dissacrazione prima dell'inumazione. In alcune comunità la veglia viene fatta da persone imparentate col defunto oppure a pagamento da shomrim ingaggiati dall'organizzazione di onoranze funebri. In passato il pericolo di furto del corpo era molto alto; oggigiorno la veglia invece è diventata un modo per onorare il morto.
Un compito specifico della Chevra kadisha è quello di provvedere alla sepoltura dei morti che non hanno parenti. Questi sono definiti meit mitzvah (salma mitzvah) in quanto curarsi di un meit mitzvah supera qualsiasi altro comandamento positivo (mitzvat aseh) della Torah.
Molte società di sepoltura programmano uno o due giorni all'anno di digiuno, organizzando regolari sessioni di studio per rimanere aggiornate coi relativi articoli della Legge ebraica. Inoltre la maggior parte delle società di sepoltura forniscono supporto alle famiglie durante la shiv'ah (tradizionale settimana di lutto), procurando servizi di preghiera, pasti e altro.